# Franz Anton Obojes
Franz Anton Obojes (* 1961 in Linz) ist ein österreichischer Goldschmied, Maler und Grafiker.

## Leben und Wirken
Nach Abschluss der Goldschmiedelehre studierte er von 1998 bis 2003 Malerei und Grafik an der Universität für künstlerische und industrielle Gestaltung Linz bei Ursula Hübner.
Er lebt und arbeitet in Linz und präsentiert seine Werke im Rahmen von Einzel- und Gemeinschaftsausstellungen. Obojes ist Mitglied des Oberösterreichischen Kunstvereins. Sein hauptsächliches Medium ist Acryl auf
Leinwand.

## Ausstellungen
- draußen - hinterm dorf, Arbeiten 2005 bis 2008, Oberösterreichischer Kunstverein, Ärztekammer Linz (2011)[2]
- Arbeitswelten - Stadtlandschaften, AK-Bildungshaus Jägermayrhof Linz, 2010[3]